# San Luis Anáhuac
San Luis Anáhuac är en ort i Mexiko.   Den ligger i kommunen Villa del Carbón och delstaten Mexiko, i den sydöstra delen av landet, 50 km nordväst om huvudstaden Mexico City. San Luis Anáhuac ligger 2 361 meter över havet och antalet invånare är 1 554.
Terrängen runt San Luis Anáhuac är kuperad åt sydväst, men åt nordost är den platt. Runt San Luis Anáhuac är det ganska tätbefolkat, med 207 invånare per kvadratkilometer. Närmaste större samhälle är Colonia Santa Teresa, 18,2 km öster om San Luis Anáhuac. I omgivningarna runt San Luis Anáhuac växer huvudsakligen savannskog.